# Mill a h-uile rud
 (décembre 2017).
Si vous disposez d'ouvrages ou d'articles de référence ou si vous connaissez des sites web de qualité traitant du thème abordé ici, merci de compléter l'article en donnant les références utiles à sa vérifiabilité et en les liant à la section « Notes et références ».
Mill a h-uile rud est un groupe punk fondé à Seattle, aux États-Unis, en 2003. 
Il compte trois membres : Tim Armstrong (voix et guitare), Sgrios (voix et guitare basse) et Sìne (percussions). La mère de Sìne est née sur l'île de Beinn na Faoghla (Benbecula en anglais), mais sa fille a grandi entre les Lowlands et les États-Unis. Sìne et Tim ont commencé à apprendre le gaélique écossais quand ils habitaient à Édimbourg, après avoir fait la connaissance d'autres punks gaels, comme Ruairidh des Oi Polloi. En gaélique, « Mill a h-uile rud! » signifie « détruis tout ! ».

## Chansons
Leurs paroles de leur chansons portent très souvent sur le sexe, mais d'une certaine façon, en s'inspirant des textes de poètes tels qu'Alasdair mac Mhaighstir Alasdair ou Iain Lom. En 2004, ils ont sorti leur premier album CD, Ceàrr, mais ils ont aussi chanté avec les Oi Polloi sur deux autres albums : Nad Aislingean et Atomgevitter. Leurs paroles sont toujours en gaélique.
Les Mill a h-uile rud s'opposent au punk celtique que prônent beaucoup de punks car selon eux, il donne une mauvaise image des Gaels, en les dépeignant souvent comme des alcooliques imbéciles. Les Mill a h-uile rud prônent aussi activement l'usage du gaélique, pas uniquement dans leurs chansons, mais aussi sur les pochettes des CD, en ligne, ainsi qu'entre eux, au quotidien et à un haut degré.
Ceàrr (2004) est le premier album CD jamais réalisé où tous les titres sont des nouvelles chansons en gaélique écossais. Play Gaelic (1978) de Runrig était le premier album de rock en gaélique écossais, mais il contenait un certain nombre de chants traditionnels en plus des nouveaux titres. Carson ? (2003), le premier vinyle des Oi Polloi était le premier album punk ne contenant que des titres en gaélique écossais. Ar Ceòl, Ar Cànan, Ar-A-Mach des Oi Polloi est le premier album CD (2006) qui ne contient que des nouveaux titres en gaélique écossais et il est aussi sorti en vinyle (2007). Les Mill a h-uile ont aussi été les premiers à utiliser un site web tout en gaélique.

## Tournées
Les Mill a h-uile ont effectué des tournées aux États-Unis, mais aussi en Écosse et en Europe. Ils ont joué à Steòrnabhagh, Édimbourg et Glasgow. Ils ont aussi donné un concert live sur Rapal[Quoi ?] sur BBC Radio nan Gàidheal et un documentaire a été filmé à cette occasion. Il a été diffusé dans la série Ealtainn.

## Albums
- 2004 : Ceàrr (Clàran Droch-Shùil)
- 2005 : Ceòl Gàidhlig mar Sgian nad Amhaich (Steòrnabhagh; aon òran air clàr-cruinneachaidh)
- 2006 : Gàidhlig na Lasair (Steòrnabhagh, Òran Sabaid Sabhal Mòr Ostaig agus Crath do Thòn; trì òrain air CD-cruinneachaidh)